# 함양 승안사지 삼층석탑
함양 승안사지 삼층석탑(咸陽 昇安寺址 三層石塔)은 대한민국 경상남도 함양군 수동면 승안사지에 있는, 고려 시대의 삼층석탑이다. 대한민국의 보물 제294호로 지정되어 있다.
높이 420 센티미터. 고려시대 석탑의 다양한 양식 중 신라 이래의 조각양식을 충실히 계승하면서 부분적인 면에서 고려화가 뚜렷한 작품이다. 기반부는 이중으로 되어 있고 하층기단은 지대석과 중석, 갑석을 한 돌에 새겨 모두 네 개의 돌로 구성되었다. 이 석탑은 원래의 위치에서 두 번에 걸쳐 이동되었는데 1962년 옮겨 세울 때 초층 옥신 윗면의 원형사리공에서 원통형 사리함, 녹유사리병, 비단조각과 주머니, 유리구슬 등이 발견되었다. 원통형 사리함 밑에 놓였던 주머니 안에서 홍치(弘治) 7년(조선 성종 25년:1494년) 중수에 관한 내용을 적은 한지묵서중수기(韓紙墨書重修記)가 발견되어 이 장신구는 이 때에 장치된 것으로 생각된다.

## 개요
승안사터에 서 있는 고려시대의 탑이다. 2단의 기단(基壇) 위에 3층의 탑신(塔身)을 올린 모습으로, 통일신라의 양식을 따르면서도 곳곳에 고려 특유의 수법을 보여주고 있다.
기단의 각 면에는 모서리와 가운데에 기둥 모양을 새겨 두었는데, 위층 기단에는 부처, 보살, 비천(飛天) 등의 모습을 새겨두었다. 또한 위층 기단의 맨 윗돌에는 연꽃조각을 새겨 둘러 놓았는데, 이러한 장식은 보기 드문 모습이다.
탑신은 각 층의 몸돌과 지붕돌을 각각 하나의 돌로 이루고 있다. 2층부터는 몸돌의 크기가 눈에 띄게 줄어들고 있는데, 1층의 몸돌에는 각 면마다 사천왕상(四天王像)을 조각하여 놓았다. 지붕돌은 몸돌에 비해 넓고, 밑면에 4단의 받침을 두었다. 지붕의 경사는 급하고, 처마는 수평을 이루며 네 귀퉁이가 거의 들려있지 않아 둔중해 보인다. 탑의 꼭대기에는 노반(露盤:머리장식받침) 위에 복발(覆鉢:엎어놓은 그릇모양의 장식)과 앙화(仰花:솟은 연꽃모양의 장식)가 남아있다.
대체로 통일신라 석탑의 기본을 잘 따르고 있다. 기단과 탑신의 비례가 균형을 잃어 잘 다듬은 작품이라고는 할 수 없으나, 곳곳에 나타나는 특수한 양식이나 장식에 많은 힘을 기울인 흔적 등 고려 전기의 특색을 보여주고 있다.
이 탑은 원래의 위치에서 두 번 옮겨졌는데, 1962년 탑을 옮길 당시 1층 몸돌에서 발견된 사리장치를 통해 처음 탑을 옮겨 세운 시기가 조선 성종 25년(1494)인 것을 짐작할 수 있다.

## 현지 안내문
함양 승안사지 삼층석탑
咸陽 昇安寺址 三層石塔
보물 제294호
함양 승안사지 삼층 석탑은 승안사터에 있는 고려 시대의 탑이다. 이 탑은 원래 있던 자리에서 두 번 옮겨졌는데, 1962년 탑을 옮길 때 1층 몸돌에서 사리 장치*가 발견되어 조선 성종 25년(1494)에 처음 탑을 옮겨 세웠음을 알 수 있었다.
2단 기단 위에 탑신 3층을 올려 만들어 통일 신라 시대의 석탑 양식을 계승했음을 잘 보여 준다.
위층 기단에는 부처, 보살, 비천 등을 새겼으며, 1층 몸돌 각 면에는 사천왕상이 새겨져 있다. 탑 꼭대기에는 머리 장식 받침, 엎어 놓은 그릇 모양 장식과 솟은 연꽃 모양 장식이 남아 있다.
기단과 탑신의 비례가 균형을 잃어 잘 만들어진 작품은 아니지만 곳곳에 나타나는 특수한 양식이나 장식에 정성을 많이 기울인 흔적 등은 고려 전기의 주목할 만한 작품이라 하겠다. 탑의 높이는 4.3m이다.
- 1962년에 현재의 장소로 탑을 옮길 때, 홍치(弘治) 7년(1494년)의 중수에 관한 내용이 한지에 먹으로 쓴 문서(韓紙墨書重修記)서 발견되어 조선시대에 탑을 옮겨졌음이 확인되었다. 1층 몸돌 위에 만들어진 사리구멍에서는 원통형 사리합, 녹유사리병, 비단 조각과 주머니, 유리구슬 등이 발견되었다.

Three-story Stone Pagoda of the Seungansa Temple Site, Hamyang
Treasure No. 294
As the name suggests, the Three-story Stone Pagoda of the Seungansa Temple Site was originally built at the precincts of the Buddhist temple called Seungansa in the Goryeo period (918~1392). The pagoda has since then been moved twice. The relocation of the pagoda in 1962 resulted in the discovery of a sarira reliquary enshrined at the body of its first story which carried a record that the pagoda’s first relocation from the original site took place in 1494.
The pagoda features the typical style of Unified Silla pagodas marked by the three-story body placed upon a double-tier base. The upper base is carved with the images of Buddha, bodhisattva and apsara, and the body of the first story with those of the Four Heavenly Kings. The pagoda is topped with the finial of the “inverted bowl” (bokbal) and lotus ornaments. The pagoda lacks balance between the base and the three-story superstructure but is elaborately decorated with carvings suggesting the early Goryeo style. It is 4.3 meters in height.

## 같이 보기
- 승안사지

## 참고 문헌
- 함양 승안사지 삼층석탑 - 국가유산청 국가유산포털
- 이 문서에는 다음커뮤니케이션(현 카카오)에서 GFDL 또는 CC-SA 라이선스로 배포한 글로벌 세계대백과사전의 내용을 기초로 작성된 글이 포함되어 있습니다.